# Fine Gael

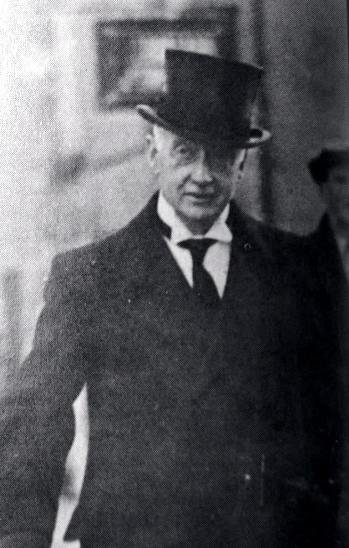
W. T. Cosgrave var en av partiets grundare

Fine Gael ([ˌfʲɪnʲə ˈgeːɫ], betyder ungefär Irländska släktet) är ett irländskt politiskt parti. Fine Gael är det tredje största partiet i Oireachtas sedan valet 2020. Partiet bildades 1933 av de mer moderata grupperna i självständighetskampen mot Storbritannien, och har traditionellt hämtat sitt stöd bland de mer urbana och intellektuella segmenten av den irländska befolkningen. I dag betraktar sig partiet som ett kristdemokratiskt parti och brukar placeras som något till höger om det andra stora partiet i Irland, Fianna Fáil. De är medlemmar av Europeiska folkpartiet och Kristdemokratiska internationalen - som svenska Moderaterna och Kristdemokraterna.
Ungdomsrörelsen kallas Young Fine Gael, de bildades 1977 av bland andra Garret FitzGerald.

## Principer och politik
Fine Gael beskriver sig själva som “den progressiva mittens parti”. I sitt partiprogram från 2020 beskriver partiet att man ser “uppnåendet av social solidaritet, jämlikhet i möjligheter, ekologisk harmoni och ekonomisk rättvisa, säkerställandet av gott levnadsuppehälle från vårt land samt bostäder åt alla, och anamma kulturell mångfald” som stora mål.
I valmanifestet 2020 förhöll man sig kritisk till Brexit medan man verkade mot hårda gränser på ön, samtidigt som man starkt stöttade EU. Därutöver fanns ett vallöfte om att erkänna Palestina. Inom bostadspolitiken utlovade man 60 000 nya “sociala bostäder” (social houses) samt projektet Help To Buy Scheme vilket skulle ge ekonomiska incitament att hjälpa folk köpa eller bygga hus. 
Partiet står bakom Sláintecare-överenskommelsen och lovade i valmanifestet enligt överenskommelsen att investera 5 miljarder euro i landets sjukvård, lägre sjukvårdskostnader för patienter vid användning samt gratis sjukvård för alla medborgare under 18. 
Man beskriver samtidigt i valmanifestet att man vill “prioritera jobb över välfärd” och föreslår breda skattesänkningar, större stöd till egenföretagare samt höjningar av minimilönen i landet. Partiet verkar samtidigt för höjningar av pensionsåldern samt vissa ökningar av pensioner samt flera typer av ekonomiska bidrag förutom den så kallade “Jobseekers’ allowance” (arbetssökandebidrag).
Under partiets senaste regeringar ledda av Leo Varadkar, Enda Kenny och Simon Harris har man fört en politik som innefattat stöd för företagande och den privata sektorn med en relativt högerinriktad ekonomisk politik kombinerad med ett fokus på fortsatta liberaliseringar av konstitutionen på områden såsom homosexualitet och  abort.

## Historia

### Irländska revolutionära perioden
Fine Gaels grunder kom ur det ursprungliga Sinn Féin-partiet som efter brittiska parlamentsvalet 1918 blev det största partiet på Irland. Dess valda ledamöter till Storbritanniens underhus skulle komma att vägra ta upp sina mandat där och istället bilda sitt eget parlament, Dáil Éireann i Dublin. Därifrån skulle frihetskampen ledas under frihetskriget 1919-21. Vid krigsslutet skickades IRA & Sinn Féin-ledaren Michael Collins tillsammans med andra för att förhandla fram ett fredsavtal med Storbritannien. Förhandlingarna resulterade i anglo-irländska avtalet, ett avtal som skulle garantera Irland lite mer självstyre som Irländska fristaten, men inte ge det full självständighet från brittiska kronan. Det här rättfärdigades av Collins som en mer pragmatisk väg mot frihet, och han menade att det gav Irland "the freedom to achieve freedom", friheten att uppnå frihet. 
Detta accepterades inte av flera Sinn Féin politiker såsom Éamon de Valera, och partiet splittrades. Motsättningarna slutade i Irländska inbördeskriget 1922-1923 mellan "Pro-treaty" och "anti-treaty" sidan. Pro-treaty sidan, som skulle utvecklas till Fine Gael vann kriget, men inte utan att Michael Collins blev mördad. W. T. Cosgrave fick således ta på sig ansvaret för den nya staten och bildade snabbt Fine Gaels företrädare, partiet Cumann na nGaedheal. Cosgrave vann valet 1923 och kunde styra landet i nio ytterligare år fram till dess att han förlorade valet 1932. Han hyllades både för sitt pragmatiska och moderata bygge av den nya staten, men kritiserades också för att han trots att han var mot dödsstraffet avrättade regeringen olagligt flera före detta soldater som slagits på Anti-Treaty sidan i inbördeskriget. 
Som ett resultat av kriget förblev under lång tid den stora splittringen i irländsk politik mellan förespråkare av pro-treaty respektive anti-treaty sidan istället för en större höger-vänster splittring. En splittring som fortsatte under flera generationer. 
1933 samlade Cosgrave Cumann na nGaedheal, Center Party samt fascistiska National Guard ("blåskjortorna") i ett enat parti, Fine Gael. De fascistiska elementen dog i stort sett bort mot slutet av andra världskriget, speciellt efter det att des främsta ledare Eoin O'Duffy gick bort 1944. 

### Efterkrigstiden

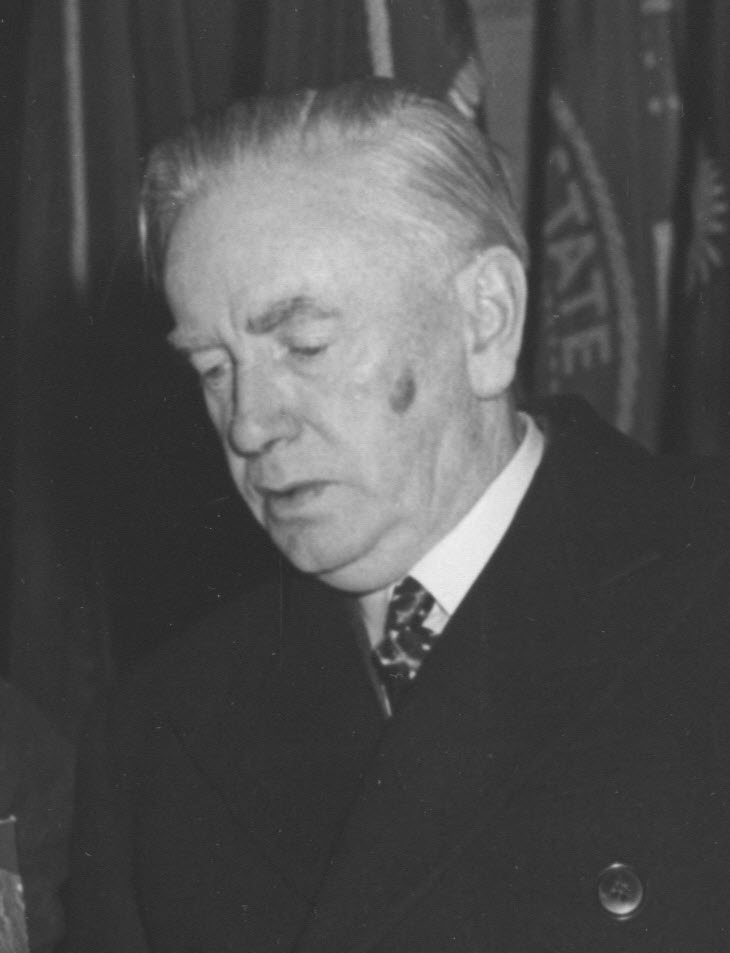
John A. Costello 1956

Partiet fortsatte under flera decennier ledas av före detta ministrar under Cograve och Collins samt veteraner från revolutionära perioden från påskupproret 1916 till inbördeskriget 1922-23. Från 1944-59 leddes partiet av general Richard Mulcahy, men när partiet satte sig i regeringsförhandlingar krävde samarbetspartnern arbetarpartiet att John A. Costello skulle leda en regering istället för Mulcahy. Och mycket riktigt fick han leda en regering tillsammans med arbetarpartiet och republikanska Clann na Poblachta i den första Fine Gael regeringen sedan 1932. Denna regering präglades av ekonomiska problem, mer komplicerade relationer till Storbritannien efter Costellos klargjorda intention att bryta de sista banden till samväldet samt hälsominister Noël Brownes kontroversiella förslag om gratis vård till mödrar och barn upp till 16 år. Regeringen skulle fällas, men Costello återkom 1954. Han lyckades samtidigt få in Irland i FN som kanske regeringens största prestation, men ekonomiska problemen var fortsatt stora och valet 1957 resulterade i en förlust för partiet.

### 60-, 70, & 80-talen
Fine Gael förlorade makten och satt i opposition under hela 1960-talet, och under tiden gjordes försök av Declan Costello, John Costellos son till att skifta partiet vänsterut då han med sitt dokument "Towards a Just Society" förespråkade att Irland skulle få en i princip socialdemokratisk välfärdsstat. Det var något radikalt som tvingade både det egna partiets ledarskap lite åt vänster, samt även rivalen Fianna Fáil åt samma håll. Det blev också en inspirationskälla för en ny generation politiker inom Fine Gael såsom Garret Fitzgerald. 
Under 70-talet såg Irland ånyo stora ekonomiska problem efter oljekrisen, och med bakgrund av detta förlorade Fianna Fáil valet 1973. Vald till taoiseach blev W. T. Cosgraves son Liam, som ledde en kortvarig regering för Fine Gael. Han genomförde expanderingar av sociala skyddsnät, men genomförde också impopulär åtstramningspolitik för att lösa de ekonomiska problemen samt förhöll sig väldigt konservativ i sociala frågor där han hjälpte oppositionen avslå en motion om att liberalisera lagar kring preventivmedel. Samtidigt präglades hans tid vid makten också av The Troubles och konflikter med IRA. Sunningdale-avtalet slöts 1973, men samtidigt mördades också den brittiska ambassadören på Irland av IRA 1976. Cosgrave förlorade makten 1977, men det skulle inte dröja länge innan Fine gael återfick makten.

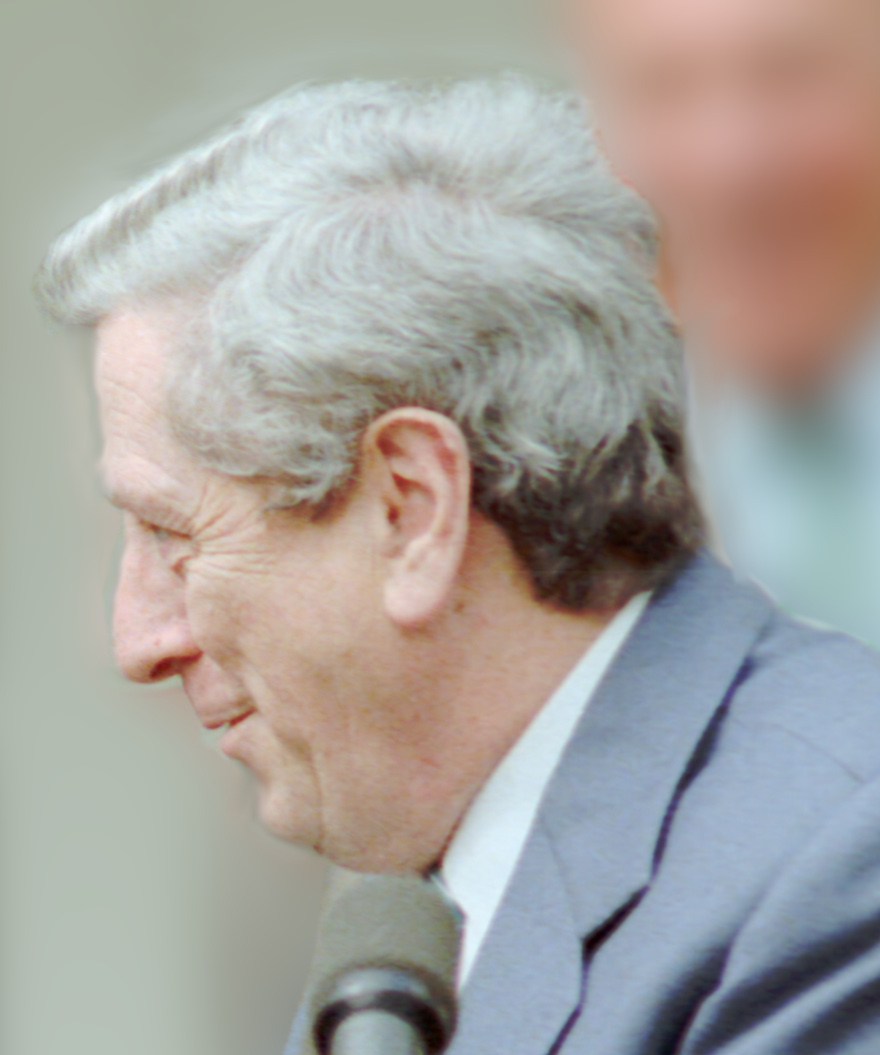
Garret Fitzgerald under 80-talet på statsbesök i USA

1981-82 samt 82-87 satt Garret Fitzgerald som taoiseach i regering med arbetarpartiet efter det att han efterträdde Cosgrave som partiledare 1977. Inspirerad av Declan Costello förde han partiet in på en ny riktning där han till skillnad från sin föregångare prioriterade liberaliseringar av konstitutionen på områden såsom abort, preventivmedel och skilsmässor där denne var väldigt restriktiv. Dessa försök gick med blandade resultat. Han kunde dock inte bygga mycket av en välfärdsstat såsom Costello förespråkade utan gjorde istället försök att skära ner i statens utgifter för att hjälpa ekonomin på fötter. Samtidigt försökte han kyla ner konflikten på Nordirland och slöt avtal med Storbritannien för att gå framåt i fredsprocessen. Fitzgerald förlorade dock valet 1987 och avgick som partiledare.

### 90-, och 2000-talet
Efter att den sittande Fianna Fáil regeringen fått utstå ett flertal skandaler och arbetarpartiet återigen skiftade sida för att stötta Fine Gael lyckades John Bruton bli taoiseach 1994. Han ledde en "regnbågskoalition" bestående av Fine Gael, arbetarpartiet och vänsterpartiet Democratic Left. Såsom Fitzgerald gjorde han försök att liberalisera konstitutionen och efter en folkomröstning lyckades man driva igenom ett avskaffande av förbudet mot skilsmässor. Samtidigt gick ekonomin väldigt bra under "Keltiska Tigern", en period av stor ekonomisk tillväxt som började under Brutons regeringsperiod. Samtidigt gjorde han försök att tala med både brittiska regeringen och IRA för att få fredsprocessen på Nordirland att gå framåt, men Bruton hade samtidigt personligen väldigt dåliga relationer till såväl IRA-ledare som Storbritanniens premiärminister. Dock anklagades hans regering för korruption där två av Brutons ministrar avgick på grund av anklagelser, och han förlorade valet 1997. 

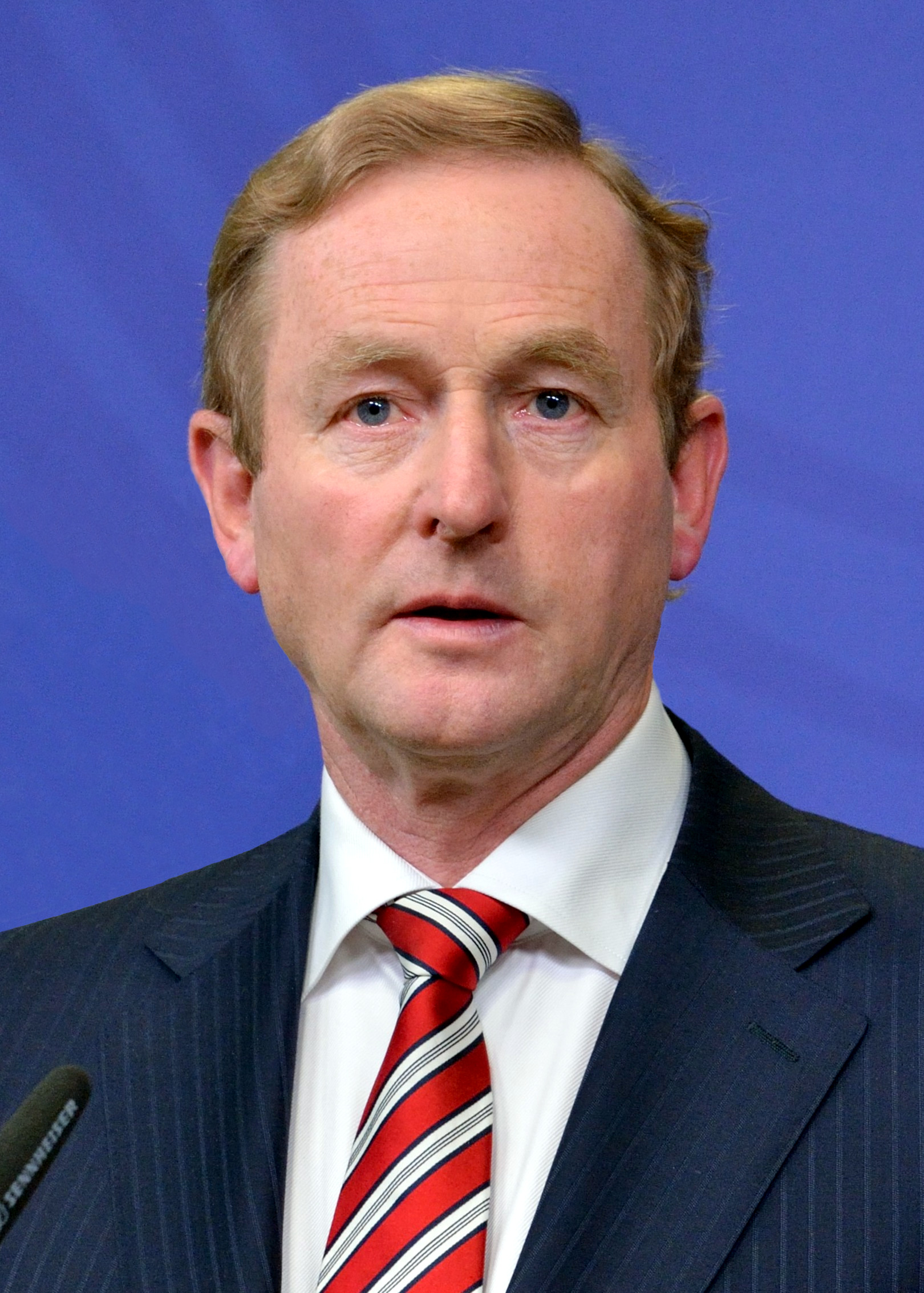
Enda Kenny 2012

Partiet var i fortsatt opposition fram till finanskrisen 2008 där Fianna Fáils hantering inte gillades av allmänheten och Fine Gaels ledare Enda Kenny valdes till taoiseach och bildade regering med arbetarpartiet. Han tog på sig uppgiften att återuppbygga Irland efter krisen, bland annat genom åtgärder för att rädda bankerna. Han gjorde också omfattande försök att dra ner på den statsskuld landet hade samlat på sig under krisen. Statsskulden uppgick till 111,6% av BNP när han valdes till taoiseach och skulle nå rekordnivåer på 131,9% 2013 innan den skulle sjunka till 76,5% när han avgick 2017. Kenny genomförde också en liberalisering av konstitutionen och kunde efter en folkomröstning 2015 legalisera homosexualitet i landet. 
När Kenny avgick 2017 tog Leo Varadkar hans plats, Irlands då yngsta taoiseach, som sparkade ut arbetarpartiet ur koalitionen för att kunna genomföra sin egen politik. Under honom kunde Irland legalisera abort samt hantera Brexitkrisen. Samtidigt tog han ett helt nytt steg inom irländsk politik och förenade Fianna Fáil och Fine Gael, de två rivalerna i en koalitionsregering 2020 som svar på Sinn Féins stora framgångar i valet 2020. Fianna Fáils ledare Micheál Martin tog över som taoiseach 2020-2022 innan Varadkar återvände till posten. Under sina sista år som taoiseach hanterade han det sista av covid-pandemin, och gjorde därutöver försök att hantera den växande hemlösheten i landet genom stimulering av ökat bostadsbygge. Varadkar avgick dock i april 2024 och lämnade sin post som taoiseach och partiledare till Simon Harris, som också tog Varadkars rekord som landets yngste taoiseach någonsin.

## Ledare
- General Eoin O'Duffy (1933–34)
  - William Thomas Cosgrave premiärminister 1922–1932, ledare för parlamentsgruppen  1933 and 1934.
- William T. Cosgrave (1934–44)
- General Richard Mulcahy (1944–59)
  - Thomas F. O'Higgins, parlamentsgruppledare 1944
  - John A. Costello parlamentsgruppledare 1948 och 1959, premiärminister 1948 till 1951, och 1954 till 1957
- James Dillon (1959–65)
- Liam Cosgrave (1965–77), premiärminister 1973 till 1977
- Garret FitzGerald (1977–87), premiärminister 1981 till 1982, och 1982 till 1987
- Alan Dukes (1987–90)
- John Bruton (1990–2001)premiärminister 1994 till 1997
- Michael Noonan (2001–2002)
- Enda Kenny (2002–2017)
- Leo Varadkar (2017–2024 )
- Simon Harris (2024–)